# Mistificazione
La mistificazione, che può essere chiamata inganno, bluff, sotterfugio o falsità, è un atto o un'affermazione che fuorvia, nasconde la verità o promuove una convinzione, un concetto o un'idea che non è vera. L'inganno può comportare dissimulazione, propaganda e giochi di prestigio, nonché distrazione, mimetizzazione o occultamento. C'è anche l'autoinganno, come nella malafede. Consiste nella manipolazione e alterazione della realtà dei fatti in modo da farne suscitare un'interpretazione errata.
L'inganno è una grave trasgressione relazionale che spesso porta a sentimenti di tradimento e sfiducia tra i partner relazionali. Inoltre, viola le regole relazionali ed è considerato una violazione negativa delle aspettative. La maggior parte delle persone si aspetta che amici, partner relazionali e persino estranei siano sinceri per la maggior parte del tempo. Se le persone si aspettassero che la maggior parte delle conversazioni non fosse veritiera, parlare e comunicare con gli altri richiederebbe distrazioni e indicazioni sbagliate per acquisire informazioni affidabili. Una quantità significativa di inganno si verifica tra alcuni partner romantici e relazionali. 
L'inganno e la disonestà possono anche costituire motivo di contenzioso civile per illecito civile, o diritto contrattuale (dove è noto come falsa dichiarazione o falsa testimonianza se deliberata), o dar luogo a un'azione penale per frode. Costituisce anche una parte vitale della guerra psicologica e nella negazione linguistica.

## Utilizzo

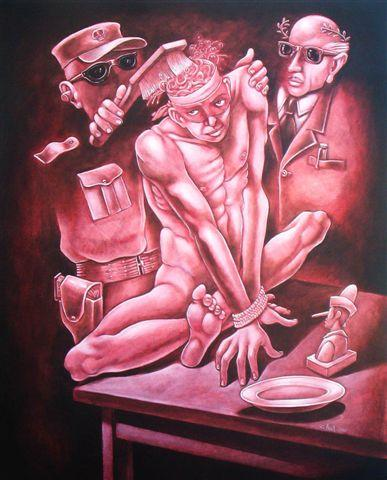

La mistificazione è molto utilizzata in tecniche di controinformazione, disinformazione ma anche spesso guerra (inganno militare), come ad esempio nella propaganda, in politica, e nella teoria dei giochi, oltre che ovviamente nei rapporti interpersonali, utilizzata da soggetti per ottenere vantaggi e/o comunque un tornaconto personale.

## Comunicazione
L'inganno include diversi tipi di comunicazioni o omissioni che servono a distorcere o omettere l'intera verità. Esempi di inganno vanno da dichiarazioni false a affermazioni ingannevoli in cui vengono omesse informazioni rilevanti, portando il destinatario a dedurre conclusioni false.
Alcune forme di inganno includono:
- Bugie: inventare informazioni o fornire informazioni opposte o molto diverse dalla verità.
- Equivocazioni: fare un'affermazione indiretta, ambigua o contraddittoria.
- Occultamento: omettere informazioni importanti o rilevanti per il contesto dato, o impegnarsi in comportamenti che aiutano a nascondere informazioni rilevanti.
- Esagerazioni: esagerare o allungare la verità fino a un certo punto.
- Eufemismo: minimizzazione di aspetti della verità.
- Falsità: interpretare male la verità.

La simulazione consiste nell'esibire informazioni false. Esistono tre tecniche di simulazione: 
- Mimetismo: nel mondo biologico, implica l'inganno inconscio per somiglianza con un altro organismo o con un oggetto naturale. Gli animali, ad esempio, possono ingannare i predatori o le prede con mezzi visivi, uditivi o di altro tipo.
- Fabbricazione: fare qualcosa che sembra essere qualcosa che non è, di solito allo scopo di incoraggiare un avversario a rivelare, mettere in pericolo o deviare le proprie risorse (cioè, come un'esca).
- Distrazione: per attirare l'attenzione di qualcuno dalla verità offrendo un'esca o qualcos'altro più allettante per distogliere l'attenzione dall'oggetto nascosto. Include il camuffamento, che spesso funziona rompendo il confine visibile dell'oggetto. Questo di solito comporta la colorazione dell'oggetto mimetizzato con gli stessi colori dello sfondo su cui l'oggetto verrà nascosto. Il camuffamento militare come forma di inganno visivo fa parte dell'inganno militare. In natura, i meccanismi difensivi della maggior parte delle piovre per espellere l'inchiostro nero in una grande nuvola per aiutare a fuggire dai predatori è una forma di mimetizzazione. Infine, è compreso anche il travestimento, che è un'apparenza per creare l'impressione di essere qualcuno o qualcos'altro; per una persona nota questo è anche chiamato in incognito. Il passaggio implica più del semplice abbigliamento e può includere nascondere il proprio vero modo di parlare. Il detective immaginario Sherlock Holmes si travestiva spesso da qualcun altro per evitare di essere riconosciuto.

## Nelle relazioni sentimentali
L'inganno è particolarmente comune nelle relazioni sentimentali.
Ci sono tre motivazioni principali per l'inganno nelle relazioni:
- Motivi incentrati sul partner: usare l'inganno per evitare di ferire il partner, per aiutare il partner a migliorare o mantenere la propria autostima, per evitare di preoccupare il partner e per proteggere la relazione del partner con una terza parte. L'inganno motivato incentrato sul partner a volte può essere visto come socialmente educato e vantaggioso, come raccontare bugie per evitare di ferire il partner. Sebbene altri motivi, meno comuni, incentrati sul partner, come usare l'inganno per evocare reazioni gelose dal proprio partner, possano avere effetti dannosi su una relazione.
- Motivi egocentrici: usare l'inganno per migliorare o proteggere la propria immagine di sé, mantenere o stabilire la propria autonomia, evitare costrizioni, attività o imposizioni indesiderate, proteggersi da rabbia, imbarazzo o critiche o risolvere una discussione. Un altro comune motivo egocentrico per l'inganno, è una continuazione dell'inganno per evitare di essere catturati in un precedente inganno. L'inganno egocentrico è generalmente percepito come una trasgressione più grave dell'inganno incentrato sul partner, perché questo inganno agisce per ragioni egoistiche piuttosto che per il bene del partner o della relazione.
- Motivi incentrati sulla relazione: usare l'inganno per limitare i danni alle relazioni evitando conflitti o traumi relazionali. L'inganno motivato in modo relazionale può essere benefico per una relazione, e altre volte può essere dannoso complicando ulteriormente le cose. L'inganno può anche essere usato per facilitare lo scioglimento di una relazione indesiderata.